# Lina Winkler
Lina Kristina Winkler, född 25 oktober 1982 i Göteborgs Oskar Fredriks församling, är en svensk jurist och företagsledare.
Lina Winkler var efter avslutade studier på Schillerska gymnasiet i Göteborg vice ordförande 2001 och därefter 2002–2004 ordförande för Elevorganisationen i Sverige. Efter avslutat ordförandeskap var hon fortsatt aktiv i ungdomspolitiska frågor, bland annat inom Landsrådet för Sveriges Ungdomsorganisationer (LSU) och föreningen Gnista. Åren 2005–2009 studerade hon juridik och företagsekonomi vid Handelshögskolan vid Göteborgs universitet och blev juris kandidat, 2010–2011 läste hon juridik vid McGill University i Montreal; dessutom var hon amanuens vid Juridiska fakulteten i Göteborg 2008–2010. Hon har varit projektledare för utvecklandet av Göteborgssektionen av juridiknätverket Lawline.se och verksam inom ett flertal ideella organisationer. Hon blev utnämnd till "Årets topptalang" 2009 av Nova Sverige. Winkler blev 2011 tingsnotarie vid Göteborgs tingsrätt och är sedan 2014 verkställande direktör för vårdutbildningsföretaget HjälpmedelCenter Sverige AB i Göteborg.